# Vườn treo Babylon

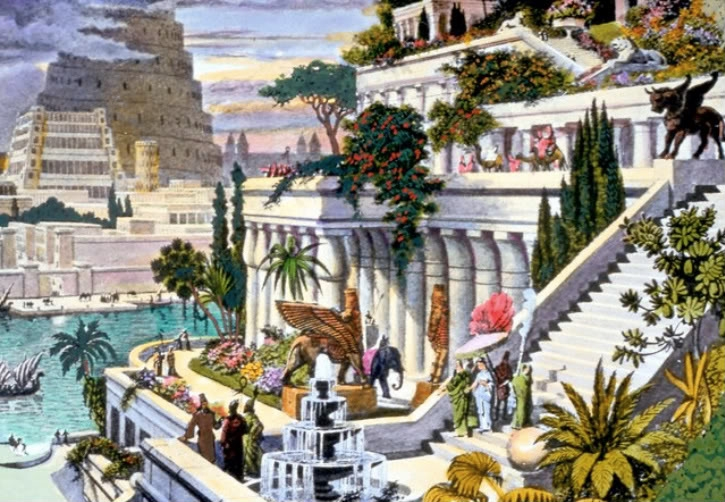
Bản khắc màu bằng tay mô tả Vườn treo huyền thoại, với Tháp Babel ở phía sau.

Vườn Treo Babylon là một trong những công trình được nhắc đến trong văn hóa Lưỡng Hà cổ đại. Nó được ca ngợi là một thành tựu nổi bật về kỹ thuật xây dựng với một chuỗi vườn bậc thang, có đủ các loại cây, cây bụi và cây leo đa dạng, tạo nên một ngọn núi xanh lớn được đắp bởi gạch bùn. Vườn treo được cho là được xây dựng tại thành phố cổ đại Babylon, gần thành phố Hillah tỉnh Babil, Iraq ngày nay. Tên của nó được lấy nguồn gốc từ chữ Hy Lạp kremastós (κρεμαστός có nghĩa là "treo qua"), dùng để chỉ những cây cối được trồng trên một cấu trúc trên cao như là ban công hay sân thượng.
Theo một truyền thuyết, vườn treo nằm kế bên một cung điện rất lớn được biết đến với cái tên Kì quan của nhân loại, được xây dựng bởi Nebuchadnezzar II thời Tân Babylon (trị vì 605- 562 TCN), dành tặng cho vợ của mình, Amytis người Media, để làm bà khuây khỏa nỗi nhớ quê hương, nơi vốn có những ngọn đồi và thung lũng xanh tươi. Điều này được ghi chép lại bởi một tu sĩ người Babylon, Berossus, vào khoảng 290 TCN, sau này được dẫn lại bởi Josephus. Vườn treo cũng được gắn với vị nữ vương huyền thoại Semiramis, người được cho là đã trị vì Babylon vào thế kỷ thứ 9 TCN, do đó còn có một tên gọi khác là Vườn treo của Semiramis.
Vườn treo là công trình duy nhất trong số Bảy kỳ quan thế giới cổ đại mà vị trí vẫn chưa được xác định chính xác. Không có văn bản thời Babylon còn tồn tại nào nhắc tới vườn treo, và không có bằng chứng khảo cổ vững chắc nào được tìm thấy tại Babylon. Có ba giả thuyết được đưa ra để giải thích cho vấn đề này. Thứ nhất, công trình chỉ là một huyền thoại, và các mô tả được nhắc đến trong ghi chép của các tác giả Hy Lạp và La Mã cổ đại như Strabo, Diodorus Siculus và Quintus Curtius Rufus đã tô vẽ một hình ảnh lý tưởng hóa về một khu vườn phương Đông. Thứ hai, Vườn treo đã từng tồn tại tại Babylon, nhưng đã bị phá hủy hoàn toàn trong khoảng thời gian thế kỷ 1 TCN. Thứ ba, khu vườn được nhắc đến trong truyền thuyết thực chất là khu vườn treo do vua Sennacherib của Assyria (704–681 TCN) xây dựng tại thủ đô Nineveh bên bờ sông Tigris, gần thành phố Mosul thời hiện đại.

## Mô tả

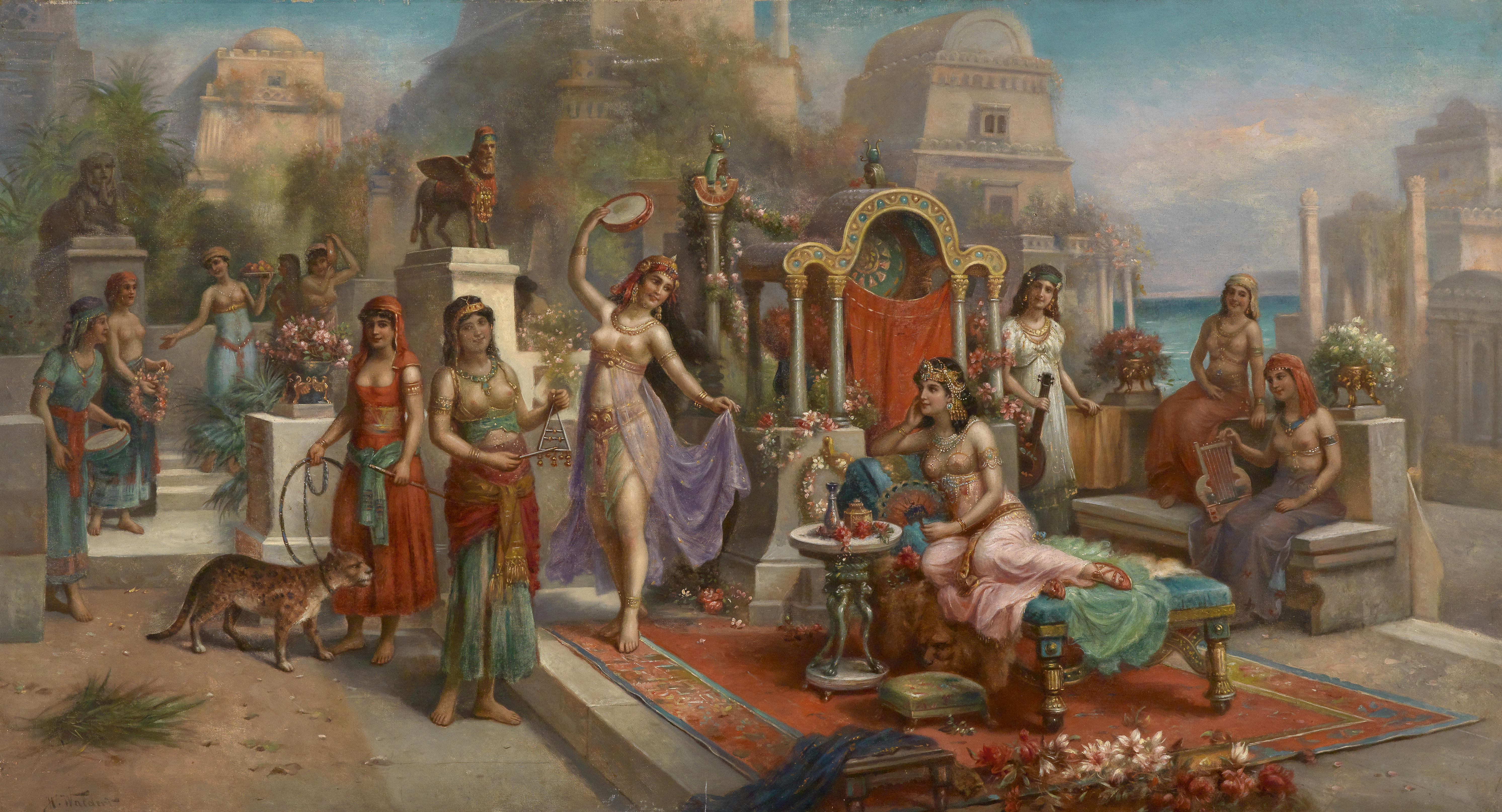
Vườn treo của Semiramis bởi H. Waldeck

Có năm tác giả chính mà những ghi chép về Vườn treo còn tồn tại cho đến ngày nay. Những tác giả này tập trung vào kích thước, thiết kế tổng quan, hệ thống thủy lợi, và mục đích xây dựng của khu vườn.
Josephus (khoảng 37–100 CN) dẫn lại mô tả về Vườn treo từ tác phẩm của Berossus, một tu sĩ đền thần Marduk người Babylon, viết khoảng năm 290 TCN, là tài liệu cổ nhất từng được biết tới có đề cập tới Vườn treo. Berossus viết về triều đại của Nebuchadnezzar II và là người duy nhất ghi lại rằng vị vua này là người xây dựng vườn treo.
Bên trong cung điện ông cho xây những bức tường lớn, chống bằng cột đá; và trồng một khu vườn gọi là Vườn địa đàng, trang trí bằng đủ các loại cây, từ đó tái hiện lại hình ảnh một chốn đồng quê vùng núi. Ông làm điều này cho vợ mình, vì bà lớn lên ở Media, và yêu cảnh núi rừng sâu sắc.

Diodorus Siculus (60–30 TCN) có vẻ như đã tham khảo các ghi chép vào thế kỷ thứ 4 TCN của cả hai tác giả Cleitarchus (một nhà sử học của Alexander Đại đế) và Ctesias của Cnidus. Diodorus cho là Vườn treo được xây bởi một ông vua Syria. Ông chỉ ra khu vườn có hình vuông, với mỗi bên dài khoảng bốn plethron (xấp xỉ 120m), được thiết kế theo dạng bậc thang, với tầng trên cùng cao 50 cubit (khoảng 25m). Những bức tường, dày 22 feet (6.7m), được xây bằng gạch. Nền của những bậc thang đủ sâu để chứa rễ của những cây lớn nhất, và khu vườn được dẫn nước tưới từ sông Euphrates gần đó.
Quintus Curtius Rufus (thế kỷ 1 CN) được cho là đã dẫn từ cùng nguồn với Diodorus. Ông cho rằng khu vườn nằm trên đỉnh của một khu thành cổ có chu vi 20 stadion. Ông gắn khu vườn cho một vị vua Syria, cũng cùng lí do xây tặng người vợ nhớ quê hương.
Tài liệu ghi chép của Strabo (64 TCN – 21 CN) có thể là dựa trên tài liệu đã mất của Onesicritus từ thế kỷ 4 TCN. Ông cho rằng khu vườn được tưới tiêu bởi hệ thống máy bơm đinh vít dẫn nước lên từ sông Euphrates.
Nguồn tài liệu cổ điển cuối cùng được cho là độc lập với các nguồn tài liệu khác, Sổ tay Bảy kì quan Thế giới bởi Philo của Byzantium (được viết vào thế kỷ thứ 4 đến thứ 5 CN; không cùng một người với Philo của Byzantium, sống vào khoảng 280 TCN – 220 TCN). Kỹ thuật dẫn nước lên bằng bơm đinh vít được miêu tả bởi Strabo. Philo ca ngợi kỹ thuật xây dựng khu vườn với một khối lượng lớn đất trồng nằm ở trên cao so với nền đất xung quanh, cùng với kỹ thuật tưới tiêu.

## Lịch sử tồn tại

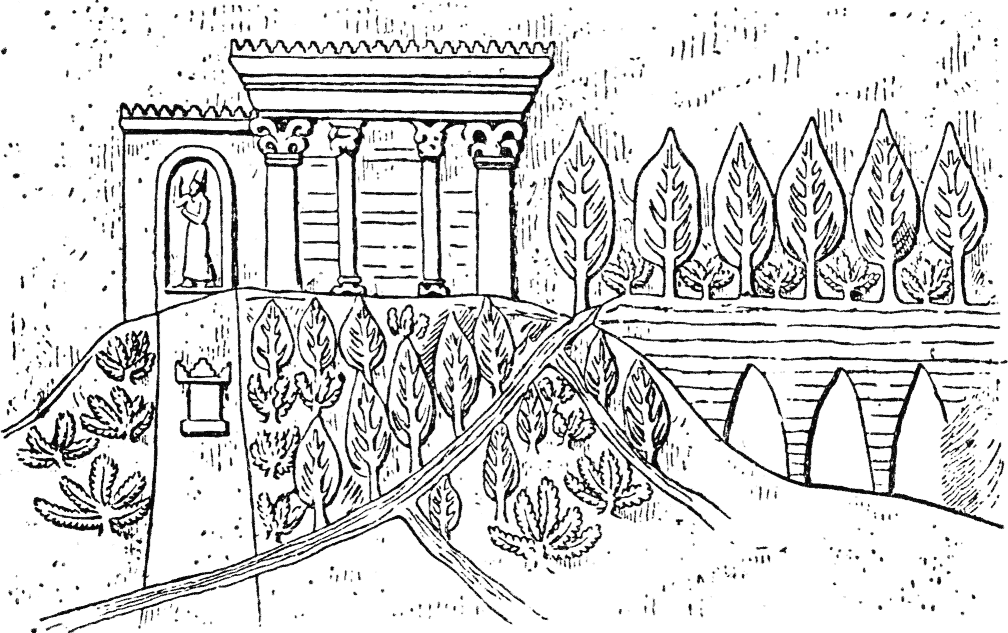
Vẽ lại bức tranh khắc tường từ Cung điện Bắc của Ashurbanipal (669–631 TCN) tại Nineveh, cho thấy một khu vườn xa hoa được tưới bằng hệ thống cống.

Các nhà sử học không xác định được vườn treo này có thật sự tồn tại hay chỉ là hư cấu, do không có nguồn tài liệu Babylon đương thời nào nhắc đến khu vườn này. Cũng không có nguồn tài liệu nào nhắc đến Amvitis vợ của Nebuchadnezzar (hoặc bất cứ người vợ nào), tuy nhiên một cuộc hôn nhân chính trị với người Media hoặc Ba Tư cũng không phải điều hiếm gặp. Có nhiều tài liệu ghi chép về các công trình của Nebuchadnezzar, tuy nhiên không hề nhắc tới bất kì khu vườn nào. Tuy nhiên, khu vườn được cho là vẫn tồn tại vào thời điểm các tác giả sau này viết về nó, một số ghi chép được cho là dẫn lại từ những người đã ghé thăm Babylon. Herodotus, người mô tả Babylon trong bộ Sử học,  không hề nhắc tới vườn treo, tuy có thể do khu vườn chưa trở nên nổi tiếng với người Hy Lạp tại thời điểm mà ông ghé thăm.
Cho đến nay, không có bằng chứng khảo cổ nào về khu vườn treo được tìm thấy tại Babylon. Có thể các chứng tích hiện đã bị chôn vùi dưới sông Euphrates khiến cho không thể khai quật được. Vào thời vua Nebuchadnezzar II, con sông chảy lệch về phía Đông so với hiện tại, và người ta không biết nhiều về phần phía Tây của Babylon. Rollinger đề xuất rằng Berossus gán công trình vườn treo cho Nebuchadnezzar vì lý do chính trị, sử dụng lại truyền thuyết đó từ một nơi khác.

## Khu vườn treo tại Nineveh
Có một giả thuyết cho rằng khu vườn treo Babylon thật ra được xây dựng bởi vua Sennacherib của Assyria (trị vì 704 – 681 TCN) trong cung điện tại Nineveh. Stephanie Dalley chỉ ra rằng trong những thế kỷ sau này, hai địa điểm đã bị nhầm lẫn, và những khu vườn rộng lớn ở cung điện Sennacherib đã bị gán cho Nebuchadnezzar II của Babylon. Các cuộc khai quật khảo cổ cho thấy dấu tích của một hệ thống dẫn nước rộng lớn được cho là dưới thời Sennacherib, theo như những dòng chữ được tìm thấy. Dalley cho rằng khu vườn là một phần của hệ thống kênh, đập, và ống dẫn nước dài 80 km dùng để đưa nước tới Nineveh, và nước được đưa lên các tầng cao khu vườn bằng bơm đinh vít.
Giả thuyết của Dalley dựa trên phân tích các mô tả tiếng Akkadia đương thời, bao gồm các luận điểm chính:
- Cái tên "Babylon", có nghĩa là "Cánh cổng của những Vị thần"[27] được đặt cho một số thành phố Lưỡng Hà.[28] Sennacherib đã đổi tên các cổng vào thành phố  Nineveh theo tên của những vị thần, cho thấy ông muốn thành phố của mình được xem như là "một Babylon".[29]
- Chỉ có duy nhất ông Josephus ghi lại Nebuchadnezzar là người xây dựng khu vườn; tuy nhiên các tài liệu liên quan đến  Nebuchadnezzar không hề nhắc đến khu vườn hay công trình kĩ thuật nào.[30] Diodorus Siculus và Quintus Curtius Rufus nhắc đến một vị vua người "Syria." Trong khi đó, Sennacherib để lại các ghi chép miêu tả khu vườn,[31] và có bằng chứng khảo cổ về kỹ thuật bơm nước ở thời ông.[32] Cháu trai của ông, Assurbanipal đã cho khắc lại hình ảnh khu vườn hoàn chỉnh trên một bức tường của cung điện.[33]
- Sennacherib gọi cung điện và khu vườn mới của mình là "một kỳ quan của toàn nhân loại". Ông có mô tả cách xây dựng và vận hành của hệ thống bơm đinh vít đưa nước lên khu vườn.[34]
- Mô tả của các tác giả thời Cổ điển phù hợp với các ghi chép đương thời. Trước trận Gaugamela năm 331 TCN, Alexander Đại đế đã cắm trại bốn ngày gần hệ thống dẫn nước tại Jerwan.[35] Các sử gia đi cùng ông đã có đủ thời gian để tìm hiểu công trình vĩ đại xung quanh họ và ghi chép nó bằng tiếng Hy Lạp. Các văn bản gốc không còn tồn tại nhưng đã được trích dẫn bởi những tác giả Hy Lạp sau này.

Khu vườn của vua Sennacherib không chỉ nổi tiếng với vẻ đẹp của nó như là một ốc đảo xanh tươi quanh năm giữa sa mạc, mà còn bởi hệ thống dẫn nước. Người Assyria có truyền thống xây dựng những khu vườn hoàng gia. Vua Ashurnasirpal II (883–859 BC) đã cho đào một con kênh cắt ngang qua những ngọn núi. Một bức điêu khắc trên tường của Assurbanipal thể hiện hình ảnh khu vườn hoàn chỉnh. Bản khắc gốc và bản vẽ lại hiện được lưu trữ trong Bảo tàng Anh, nhưng không được đem ra trưng bày. Hình ảnh khu vườn bức điêu khắc phù hợp với một số đặc điểm đã được nhắc đến bởi các tác giả cổ điển.

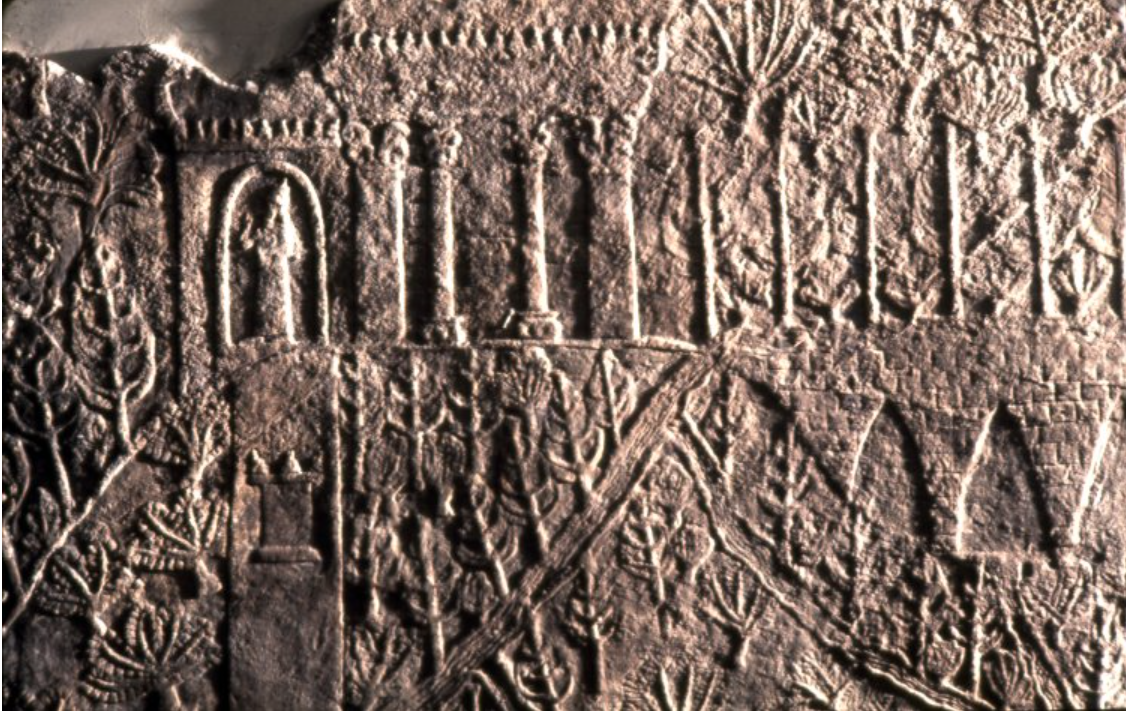
Ảnh của bức tường điêu khắc ở Assyria, mô tả khu vườn tại thành Nineveh cổ (Mosul Iraq)

Sennacherib nhắc đến những khối đá vôi lớn để củng cố hệ thống đê ngăn lũ trong cung điện của mình. Nhiều phần của cung điện đã được khai quật bởi Austin Henry Layard vào giữa thế kỷ 19. Bản quy hoạch thành cổ cho thấy các đường bao nhất quán với khu vườn của Sennacherib, nhưng vị trí chắc chắn vẫn chưa được xác nhận. Khu vực này được sử dụng để làm căn cứ cho quân đội trong thời gian gần đây nên rất khó để nghiên cứu xa hơn

Việc tưới tiêu cho khu vườn đòi hỏi hệ thống cấp nước cho Nineveh phải được nâng cấp. Một hệ thống kênh đào được xây lấn sâu 50 km vào những ngọn núi. Sennacherib rất tự hào về công nghệ của mình và đã miêu tả một vài chi tiết trong các tài liệu để lại. Ông nhắc đến những cánh cổng dẫn nước tự động tại đầu nguồn nước Bavian (Khinnis). Một hệ thống cống nước khổng lồ xuyên qua thung lũng Jerwan được xây dựng từ hơn 2 triệu khối đá mài, sử dụng vòm đá và xi măng chống thấm, trên đó được viết:
Sennacherib Vua của thế gian - Vua của Assyria. Từ nơi xa xôi ta đã xây dựng đường dẫn nước hướng về Nineveh, hợp với các dòng chảy.... Trên thung lũng dốc đứng ta đã dựng một cây cầu cống từ các khối đá vôi trắng, và làm nước chảy qua đó.

## Thực vật

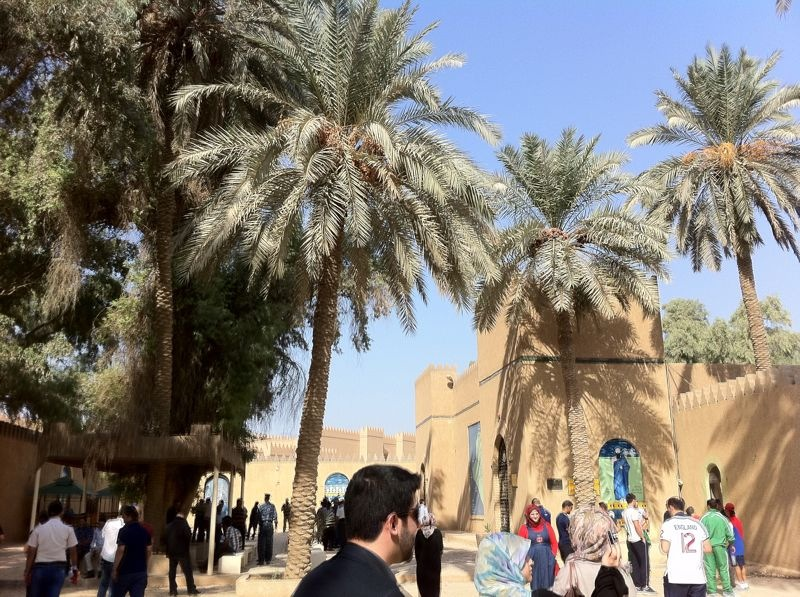
Chà là là một loài cây phổ biến ở Babylon.

Khu vườn, như được mô tả qua các tác phẩm nghệ thuật, có hoa nở rực rỡ, hoa quả chín, thác nước đổ và sân hóng mát dưới tán lá dày. Những loài thực vật có thể có mặt trong khu vườn, dựa theo văn học và truyền thống Babylon, cùng với các đặc điểm môi trường quanh khu vực, bao gồm:

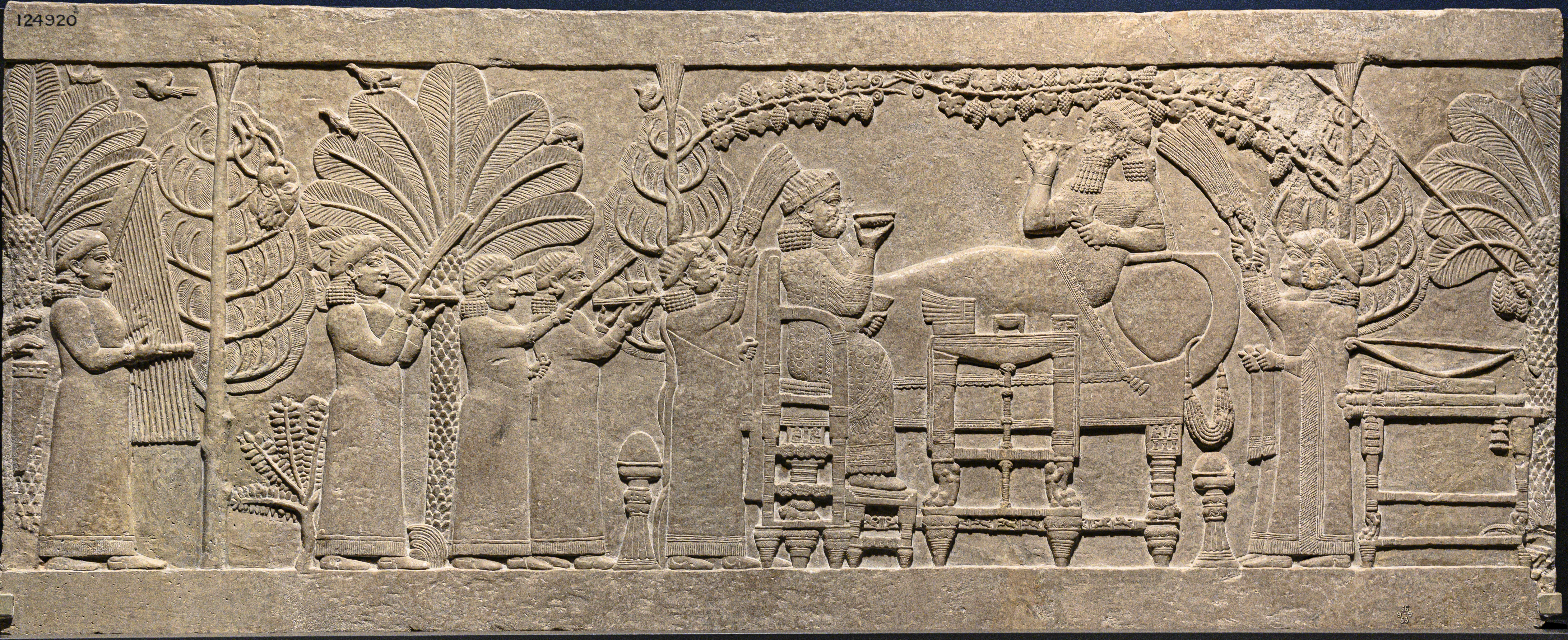
Bức phù điêu "Bữa tiệc trong vườn" mô tả Ashurbanipal cùng vợ ngồi dưới giàn dây nho leo với những quả nho treo lủng lẳng, cũng như những chú chim nhỏ, được bao quanh bởi những cây chà là và cây thông đang đậu quả. Đầu của một vị vua bại trận treo giữa hình thứ 1 và thứ 2 ở bên trái. Cung điện phía Bắc, Nineveh, k. 645 BC.

- Ô liu
- Mộc qua Kavkaz
- Chi lê
- Vả tây
- Hạnh đào
- Nho
- Chà là
- Tam thất
- Pistacia atlantica

## Dẫn nguồn
1. 1 2 3  Stephanie Dalley (1993). "Ancient Mesopotamian Gardens and the Identification of the Hanging Gardens of Babylon Resolved". Garden History. Quyển 21. tr. 7. JSTOR 1587050.
2. 1 2 3  Reade, Julian (2000). "Alexander the Great and the Hanging Gardens of Babylon". Iraq. Quyển 62. tr. 195. doi:10.2307/4200490. ISSN 0021-0889.
3. ↑  Foster, Karen Polinger (2004). "The Hanging Gardens of Nineveh". Iraq. Quyển 66. tr. 207. doi:10.2307/4200575. ISSN 0021-0889.
4. 1 2  "The Hanging Gardens of Babylon". Bản gốc lưu trữ ngày 18 tháng 1 năm 2020. Truy cập ngày 5 tháng 2 năm 2014.
5. 1 2  Cartwright M (tháng 7 năm 2018). "Hanging Gardens of Babylon". Ancient History Encyclopedia. Truy cập ngày 15 tháng 9 năm 2018.
6. 1 2 3  Finkel (1988) p. 41.
7. ↑  Finkel (1988) p. 58.
8. ↑  Finkel, Irving; Seymour, Michael (2008). Babylon: City of Wonders. London: British Museum Press. tr. 52. ISBN 0-7141-1171-6.
9. ↑  Finkel 2008
10. ↑  "The Hanging Gardens of Babylon". Truy cập ngày 5 tháng 2 năm 2014.
11. ↑  Dalley, Stephanie (2013). The Mystery of the Hanging Garden of Babylon: an elusive World Wonder traced. Oxford University Press. ISBN 978-0-19-966226-5.
12. ↑  Finkel (2008) p. 108.
13. ↑  Dalley, Stephanie (1994). "Nineveh, Babylon and the Hanging Gardens: Cuneiform and Classical Sources Reconciled". Iraq. Quyển 56. tr. 45. doi:10.2307/4200384. ISSN 0021-0889.
14. ↑  Joseph. contr. Appion. lib. 1. c. 19.—Syncel. Chron. 220.—Euseb. Præp. Evan. lib. 9.
15. ↑  Diodorus Siculus II.10-1-10
16. ↑  History of Alexander V.1.35-5
17. ↑  Strabo, Geography XVI.1.5, translation adapted from H.L. Jones, Loeb Classical Library edn (1961).
18. ↑  That is, Philo the Paradoxographer of Byzantium, not Philo the Engineer of Byzantium. See Stephanie Dalley, "More about the Hanging Gardens," in Of Pots and Pans: Papers on the Archaeology and History of Mesopotamia and Syria as presented to David Oates on his 75th Birthday, Edited by L. al-Gailani-Werr, J.E. Curtis, H. Martin, A. McMahon, J. Oates and J.E. Reade, (London), pp. 67–73 ISBN 1-897750-62-5.
19. ↑  Dalley (2013), p. 40. Dalley bases her translation on Brodersen (1992) who uses an early Greek text. A previous translation by David Oates, based on a Latin text, is found in Finkel (1988) pp. 45–46.
20. ↑  Finkel (2008) p. 109.
21. ↑  Dalley (2013)
22. ↑  Priestley, Jessica (2014). Herodotus and Hellenistic culture: Literary Studies in the Reception of the Histories. Oxford: Oxford University Press. tr. 91.
23. ↑  Joan Oates, Babylon, Revised Edition, Thames and Hudson, London (1986) p. 144 ISBN 0500273847.
24. ↑  Rollinger, Robert "Berossos and the Monuments", ed. J Haubold et al, The World of Berossos, Wiesbaden (2013), p151
25. ↑  Alberge, Dalya (ngày 5 tháng 5 năm 2013). "Babylon's hanging garden: ancient scripts give clue to missing wonder". The Guardian. Truy cập ngày 6 tháng 5 năm 2013.
26. ↑  Dalley, Stephanie (2013) The Mystery of the Hanging Garden of Babylon: an elusive World Wonder traced, Oxford University Press ISBN 978-0-19-966226-5.
27. ↑  AR George, Babylonian Topographical Texts, (1992)
28. ↑  see for example Cuneiform Texts in the British Museum, Vol 19, page 25, line 25
29. ↑  Pongratz-Leisten, Ina Sulmi Erub (1994),
30. ↑  See Dalley (2013) ch 1 for a summary.
31. ↑  Especially: the Iraq Museum prism dated 694 BC published by A Heidel, The Octagonal Sennacherib Prism in the Iraq Museum, Sumer 9 (1953); and the British Museum prism BM103000 of the same date
32. ↑  T Jacobsen and S Lloyd, Sennacherib's Aqueduct at Jerwan (1935); Reade, Studies in Assyrian Geography, Revue d'Assyriologie 72 (1978); Channel 4 TV programme Secret History: Finding Babylon's Hanging Garden, ngày 24 tháng 11 năm 2013
33. ↑  AH Layard, Discoveries in the Ruins of Nineveh and Babylon, (1853)
34. ↑  Dalley (2013), pp. 62–63
35. ↑  R Lane Fox, Alexander the Great (1973)
36. ↑  Stephanie Dalley (2013). The Mystery of the Hanging Garden of Babylon: An Elusive World Wonder Traced. Oxford University Press. tr. 65–82. ISBN 978-0-19-966226-5. The quotations in this section are the translations of the author and are reproduced with the permission of OUP.
37. ↑  BM124939
38. ↑  Original Drawing IV 77
39. ↑  Layard (1853)
40. ↑  Jacobsen (1935)
41. 1 2  The Lost Gardens of Babylon - Guide to Ancient Plants by PBS, ngày 2 tháng 5 năm 2014